# Cochlostoma stossichi
Cochlostoma stossichi е вид охлюв от семейство Diplommatinidae. Видът е почти застрашен от изчезване.

## Разпространение
Разпространен е в Хърватия.

## Описание
Популацията на вида е стабилна.